# Gales Creek (Carolina del Norte)
Gales Creek es una pequeña isla en un área no incorporada ubicada del condado de Carteret en el estado estadounidense de Carolina del Norte.
Gales Creek desemboca en Bogue Sound, que se separa de la Océano Atlántico de Bogue Banks, una parte de las islas barrera de Carolina del Norte que se conoce como los Southern Outer Banks.
La Iglesia Presbiteriana de Camp, el campamento de Albemarle, se encuentra cerca de la desembocadura del Galera Creek en la antigua casa de Henry Wilkins Hibbs, 1862-1942, el segundo alcalde de San Petersburgo (Florida) y el fundador de la industria de esa ciudad la pesca comercial.
El área está incluida en la región de cultivo del estado definido por Bogue Sound Watermelons, un esfuerzo en el mercado de la zona de los productos básicos agrícolas tradicionales siguiendo el modelo de la Vidalia Onion.